# 桃林乡 (诸城市)
桃林乡是中国山东省潍坊市诸城市下辖的一个乡。

## 行政区划
桃林乡下辖桃林村、合乐子村、莎草沟村、张家小庄村、上吕家沟村、下吕家沟村、卜板台村、李子园村、文昌沟村、南马家庄子村、批河窝村、东亮马村、西亮马村、上刘家沟村、下刘家沟村、小杨家沟村、南杨家庄子村、草屋村、瓦屋村、安子沟村、土楼村、管家沟村、初家沟村、三官庙村、上曹家沟村、下曹家沟村、岳戈庄村、涝洼村、漩沟子村、皇庄村、兰子村、花石子村、崮山前村、大鹤现村、小鹤现村、大坪子村、小坪子村、崮山沟村、郑家河村、西响水村、东响水村、南许家沟村、臧家沟村、上赵家沟村、下赵家沟村、桃行村、上张家沟村、下张家沟村、史家沟村、山东头村、潘池河村、松园子村、董家庄子村、井上村、西桃园村、东桃园村、小曹家庄村、小石岭村、阿洛子村、三里庄村、埠头村、张家庄子村、解家庄子村、石屋子沟村、周家老庄村、顺河庄村、李家沟村、马连口村、下洼村、南石桥村、报子岭村、历家官庄村。